# Dolichoderus rohweri
Dolichoderus rohweri é uma espécie de formiga do gênero Dolichoderus.